# 17 juin dans les chemins de fer
17 mai 17 juillet
Chronologies thématiques
- Croisades
- Sports
- Disney

Cette page concerne les événements qui se sont déroulés un 17 juin dans les chemins de fer.

## Événements

### XIXesiècle
- 1872. France : inauguration d'une nouvelle gare à La Rochelle.
- 1873. France : inauguration du chemin de fer de Montréjeau à Bagnères-de-Luchon. (compagnie du Midi)
- 1874. Espagne : inauguration de la section Borja-Vinaixa du chemin de fer de Montblanch à Vimbodi (compañia de los ferrocarriles de Lerida a Reus y Tarragona)